# Damián Nannini
Damián Gustavo Nannini (* 15. September 1961 in Rosario, Provinz Santa Fe, Argentinien) ist ein argentinischer Geistlicher und römisch-katholischer Bischof von San Miguel.

## Leben
Nach dem Besuch des Colegio Sagrado Corazón in Rosario studierte Damián Nannini Philosophie und Katholische Theologie am Priesterseminar San Carlos Borromeo in Rosario. Er empfing am 15. Dezember 1989 durch den Erzbischof von Rosario, Jorge Manuel López, das Sakrament der Priesterweihe. 1996 erwarb Nannini am Päpstlichen Bibelinstitut in Rom ein Lizenziat im Fach Bibelwissenschaft.
Anschließend war Damián Nannini Pfarrvikar an der Kathedrale Nuestra Señora del Rosario, bevor er 1998 Rektor der Kirche Niño Dios in Rosario wurde. Von 2007 bis 2017 war er Pfarrer der Pfarrei Nuestra Señora de la Guardia. Zudem war Nannini von 2014 bis 2017 Mitglied des Priesterrates des Erzbistums Rosario. Ferner lehrte er am Priesterseminar San Carlos Borromeo. 2017 wurde Damián Nannini Direktor der Escuela Bíblica del Centro Bíblico Teológico Pastoral in Bogotá.
Am 7. November 2018 ernannte ihn Papst Franziskus zum Bischof von San Miguel. Der Erzbischof von Santa Fe de la Vera Cruz, Sergio Alfredo Fenoy, spendete ihm am 14. Dezember desselben Jahres die Bischofsweihe; Mitkonsekratoren waren der Erzbischof von Rosario, Eduardo Eliseo Martín, und der emeritierte Erzbischof von Rosario, Eduardo Mirás.